# Ђорђо Кинаља
Ђорђо Кинаља (итал. Giorgio Chinaglia; Карара, 24. јануар 1947 — Нејплс, 1. април 2012) је био италијански фудбалер.

## Биографија
Одрастао је и почео је да игра фудбал у Велсу, професионалну каријеру започео је 1964. године у Свонзи ситију, касније се вратио у Италију и играо за Масесе, Интернаполи и Лацио, где је заслужио место у репрезентацији Италије за коју је наступао четрнаест пута и са којом је учествовао на Светском првенству 1974. године на ком је постигао два гола. Помогао је Лацију да освоји прву титулу у италијанском првенству, а касније је постао и председник Лација. Две године након Светског првенства одлази из Лација и потписује уговор са америчким Њујорк космосом у ком је наступао заједно са легендама фудбала Пелеом и Францом Бекенбауером. Освојио је четири првенствене титуле у Америци и пензионисао се 1983. године. 2000. године примио је два велика признања: уврштен је у Америчку фудбалску кућу славних и изабран је за најбољег фудбалера Лација у претходном веку пошто је са 29 постигнутих голова најбољи стрелац Лација у европским међународним такмичењима. Остао је и најбољи стрелац америчке лиге свих времена.
Преминуо је у 65. години на Флориди 1. априла 2012. године од последица срчаног удара.